# Мимариды

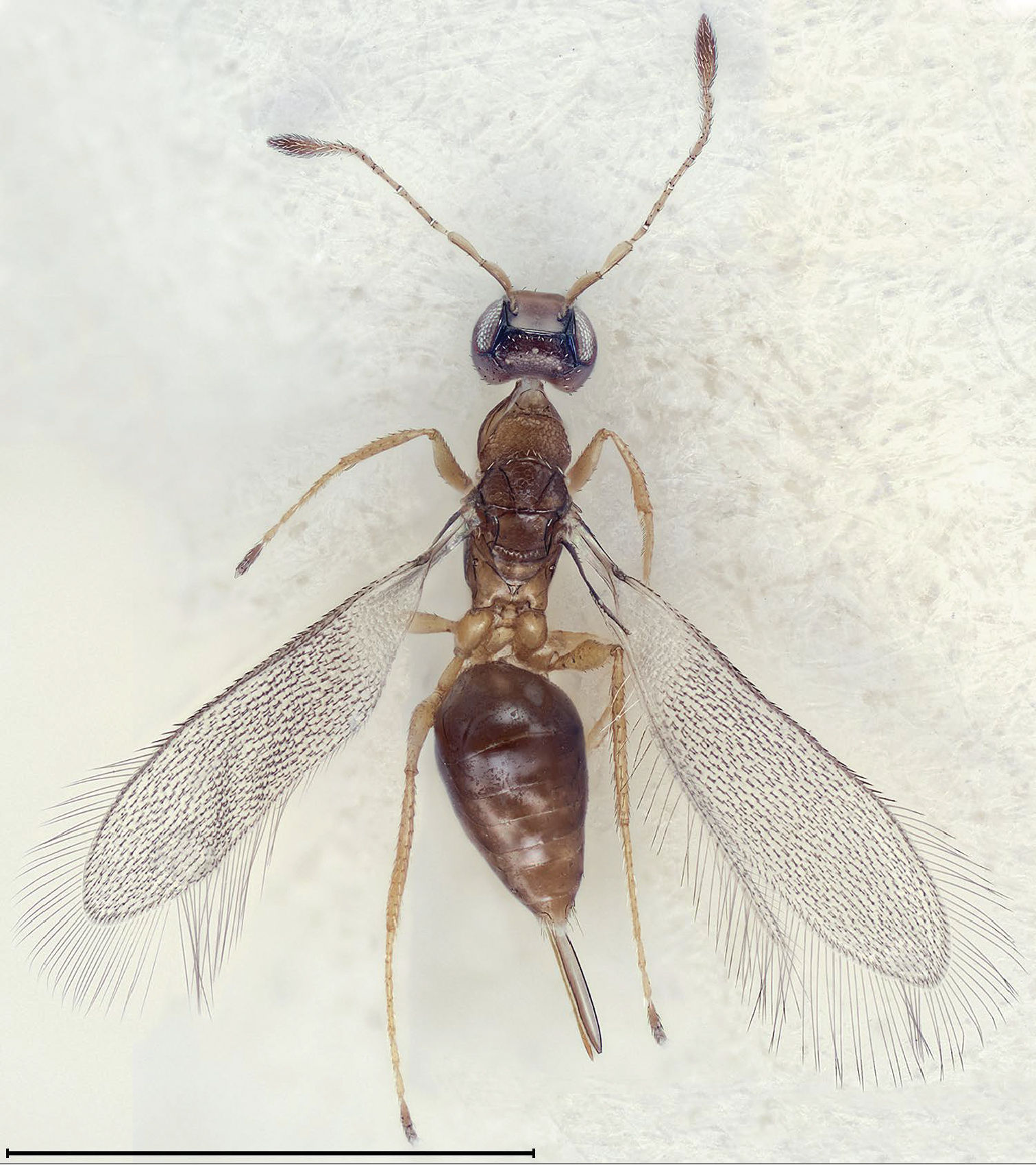
Cremnomymar, макроптерная самка

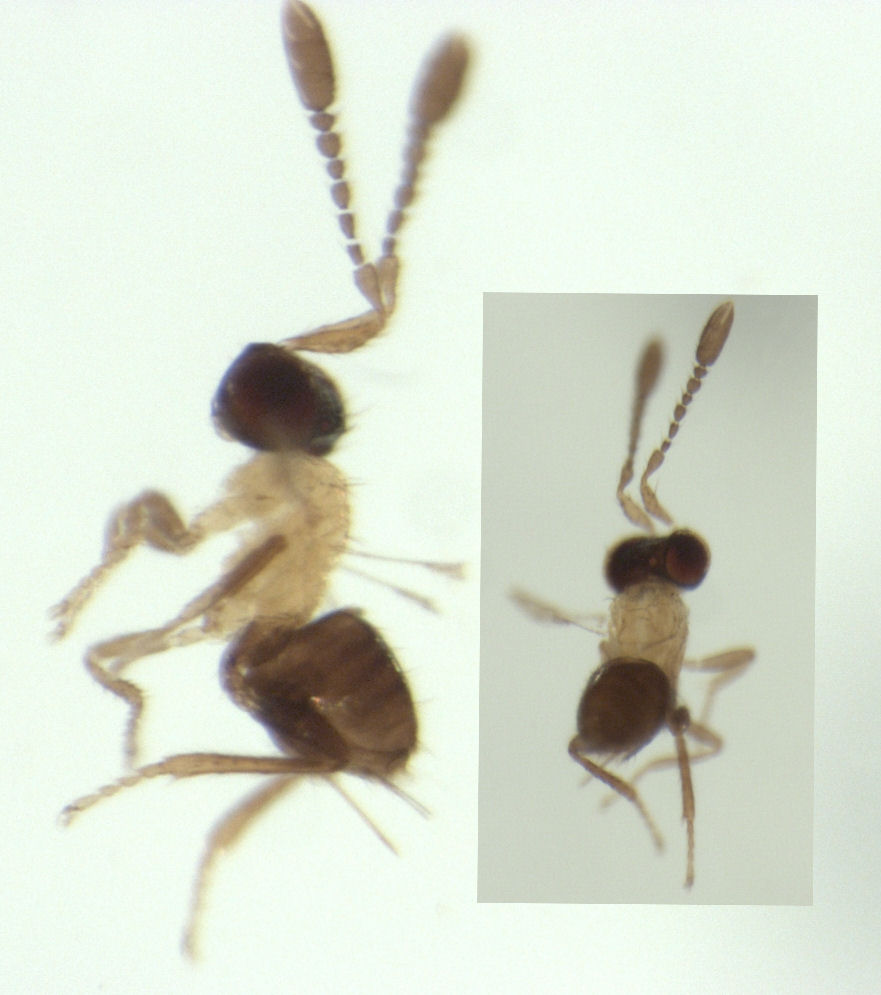
Paracmotemnus, микроптерная самка

Мимариды (лат. Mymaridae) — семейство паразитических наездников надсемейства Chalcidoidea подотряда стебельчатобрюхие отряда перепончатокрылые насекомые. Размеры мелкие (от 0,14 до 4 мм). К этому семейству относятся самые маленькие насекомые в мире. Это виды Dicopomorpha echmepterygis — длина тела у бескрылых самцов до минимальных 0,139 мм (самое маленькое измеренное насекомое в мире, крылатые самки заметно крупнее), Kikiki huna — длина тела у крылатых самок до минимальных 0,158 мм (самцы из региона сбора самок с минимальными значениями длины тела неизвестны (на 2013)) и Alpatus magnimius (0,21 мм). Крылья с сильно редуцированным жилкованием. Скутеллюм поделён поперечной перемычкой на переднюю и заднюю части (у 98 % видов).

## Биология
Паразитоиды жуков (Coleoptera, особенно на представителях семейств Curculionidae и Dytiscidae), Hymenoptera, Hemiptera (чаще Auchenorrhyncha Homoptera, а также Coccoidea, и менее часто на клопах Tingidae и Miridae), Lepidoptera, сетчатокрылых (Neuroptera), Psocoptera.
Некоторые виды способны паразитировать на водных насекомых и следовать за ними в воду. Среди них в Европе обнаружено 5 видов Mymaridae (например, Caraphractus cinctus Walk., Litus cynipseus  Hal.). Многие виды плавают, используя их крылья как вёсла, спариваются и откладывают яйца на воде. Могут до 15 дней находиться под водой (Rimsky-Korsakov, 1933).

## Морфология
Микроскопического размера паразитоидные наездники. Длина тела как правило 0,5-1,0 мм с максимальным диапазоном разбросом от 0,139 мм у самых мелких представителей (Dicopomorpha echmepterygis) до 4 мм у самых крупных. Окраска тела чёрная, коричневая или жёлтая, почти всегда с металлическим отблеском, кроме некоторых видов в роде Dicopomorpha Ogloblin; крылья с длинными краевыми щетинками; усики много длиннее, чем голова вместе грудью, у самок отчётливо булавовидные, у самцов усики нитевидные. Длина крупного вида Megamymar waorani яйцекладом до 9 мм.

## Распространение
Всемирное. Треть фауны встречается в Европе (около 500 видов). В Северной Америке 39 родов и около 200 видов, в Афротропике 40 родов и 122 вида. В Неотропике известно 60 родов и 298 видов.

## Значение
Некоторые виды мимарид успешно используются в программах биологического контроля вредителей. Например вид Anaphes nitens применяется для контроля жука-долгоносика Gonipterus scutellatus (Coleoptera: Curculionidae), серьёзного вредителя эвкалиптов в южной Европе, Южной Африке, Новой Зеландии и Южной Америке.

## Классификация
Мировая фауна включает 116 родов и около 1300 видов, в Палеарктике — 30 родов и около 340 видов. Фауна России включает 23 рода и 115 видов наездников этого семейства.
Среди нескольких ископаемых родов, в том числе меловой Myanmymar). Общепринятой системы классификации подсемейств нет. В 2015 году крупнейший род мимарид Gonatocerus (около 400 видов) был разделён на несколько новых: Lymaenon Walker (160 видов, группа litoralis group), Cosmocomoidea Howard (= ater group, 100 видов), Gonatocerus (где осталось около 50 видов; = sulphuripes group), Gahanopsis Ogloblin (= deficiens group), Gastrogonatocerus (= membraciphagus group, 10 видов), Yoshimotoana Huber (= masneri group, 1 вид), Zeyanus Huber (= asulcifrons group, 9 видов) и другие.
Mymaridae рассматривают в качестве сестринской группы ко всем остальным семействам хальцидоидных наездников Chalcidoidea (Heraty et al. 2013).
Классификация по Anneck & Doutt (1961):
- Подсемейство Alaptinae
  - Триба Alaptini
  - Триба Anagrini
    - Anagrus[13]
- Подсемейство Mymarinae
  - Триба Anaphini
  - Триба Mymarini
  - Триба Ooctonini

Классификация по Yoshimoto (1975):
- Подсемейство Alaptinae Annecke and Doutt
- Подсемейство Lubroncinae
- Подсемейство Mymaromminae Debauche (Archaeromma nearctica Yoshimoto, 1975; A. minutissima (Brues, 1937); Palaeomymar duisburgi (Stein, 1877)…, позднее выделены в отдельное семейство Mymarommatidae)[15]
- Подсемейство Mymarinae (Gonatocerus…)

Триба Gonatocerini. Классификация по Huber (2015):
- †Archigonatocerus Huber, 2015 (2 ископаемых вида, балтийский янтарь)
  - A. balticus, A. longivena
- Cosmocomopsis Huber, 2015
  - C. flopsis, C. mopsis
- Cosmocomoidea Howard (= ater group)[16]
- Gahanopsis Ogloblin (= deficiens group)
- Gastrogonatocerus (= membraciphagus group)
- Gonatocerus (= sulphuripes group)
- Heptagonatocerus Huber, 2015
  - H. madagascarensis, H. magnificus, H. parvus, H. pulchellus
- Krateriske Huber, 2015
- Lymaenon Walker (=litoralis group)
- Octomicromeris Huber, 2015
  - O. compacta, O. brevis
- Progonatocerus Huber, 2015
  - P. albiclava, P. brunneiclava
- Tanyxiphium Huber, 2015
  - T. breviovipositor, T. longissimum, T. seychellense
- Yoshimotoana Huber, 2015 (= masneri group)
- Zeyanus Huber, 2015 (= asulcifrons group)

## Список родов
- Acanthomymar
- Acmopolynema
- Acmotemnus
- Agalmopolynema
- Alaptus
- Allanagrus
- Allarescon
- Allomymar
- Anagroidea
- Anagrus
- Anaphes[17]
- Anneckia
- Apoxypteron
- Arescon
- Australomymar
- Baburia
- Bakkendorfia
- Borneomymar
- Boudiennyia
- Bruchomymar
- Caenomymar
- Callodicopus
- Camptoptera
- Camptopteroides
- Caraphractus
- †Carpenteriana
- Ceratanaphes
- Chaetomymar
- Chrysoctonus
- Cleruchus
- Cnecomymar
- Cremnomymar
- Cybomymar
- Dicopomorpha
- Dicopus
- Dorya
- †Enneagmus
- Entrichopteris
- †Eoanaphes[10]
- †Eoeustochus
- Eofoersteria
- Erdosiella
  - = Tanyostethium
- Erythmelus
- Eubroncus
- Eucleruchus
- Eustochomorpha
- Eustochus
- Formicomymar
- Gahanopsis
- Ganomymar
- Gonatocerus
- Haplochaeta
- Himopolynema
- Idiocentrus
- Ischiodasys
- Kalopolynema
- Kikiki
- Krokella
- Kubja
- Litus
- †Macalpinia
- Macrocamptoptera
- Megamymar
- Metanthemus
- Mimalaptus
- †Myanmymar
- Mymar
- Mymarilla
- Myrmecomymar
- Narayanella
- Neomymar
- Neostethynium
- Neserythmelus
- Nesetaerus
- Nesomymar
- Nesopatasson
- Nesopolynema
- Notomymar
- Omyomymar
- Oncomymar
- Ooctonus
- Palaeoneura
- Paracmotemnus
- Paranaphoidea
- Parapolynema
- Platyfrons
- Platypolynema
- Platystethynium
- Polynema
- Polynemoidea
- Polynemula
- Prionaphes
- Protooctonus
- Pseudanaphes
- Pseudocleruchus
- Ptilomymar
- Quasipalaeoneura[8]
- Restisoma
- Richteria
- Schizophragma
  - = †Palaeopatasson
- Scleromymar
- Scolopsopteron
- Steganogaster
- Stephanocampta
- Stephanodes
- Stethynium
- Tetrapolynema
- Tinkerbella
- †Triadomerus
- Zelanaphes